# Zaterjavshijsja
Zaterjavshijsja är en nunatak i Antarktis. Den ligger i Östantarktis. Australien gör anspråk på området. Toppen på Zaterjavshijsja är 1 391 meter över havet.
Terrängen runt Zaterjavshijsja är huvudsakligen en högslätt. Trakten är obefolkad. Det finns inga samhällen i närheten.